# Geovania de Sá
Geovania de Sá (Criciúma, 30 de março de 1972), é uma administradora  e política brasileira, filiada ao Partido da Social Democracia Brasileira (PSDB).

## Carreira política
Geovania de Sá foi secretária Municipal de Assistência Social e Habitação de Criciúma. Em 2012, foi eleita vereadora de Criciúma, assumindo como líder do Governo na Câmara Municipal. Em 2013, foi convidada a assumir a Secretaria de Saúde do município  e permaneceu como gestora da pasta até 2014.
Nas eleições de 5 de outubro de 2014, foi eleita para a Câmara dos Deputados para a 55ª legislatura (2015 — 2019). Assumiu o cargo em 1 de fevereiro de 2015. Pertencente à igreja evangélica Assembleia de Deus, é uma das integrantes da bancada evangélica no Congresso Nacional.
Como deputada, votou a favor do Processo de impeachment de Dilma Rousseff.
Já durante o Governo Michel Temer, votou a favor da PEC do Teto dos Gastos Públicos.
Em abril de 2017, foi contrária à Reforma Trabalhista. Em agosto do mesmo ano, votou a favor do processo em que se pedia abertura de investigação do presidente Michel Temer.
Geovania de Sá exerce o segundo mandato como deputada federal. Foi reeleita com 101.937 votos, vindos dos 295 municípios do estado de Santa Catarina.

## Controvérsias

### Impunidade a políticos acusados de assassinato
Em 10 de abril de 2024, ela foi uma das deputadas federais que votou no plenário da Câmara dos Deputados em favor da soltura do deputado Chiquinho Brazão, que é acusado pela Polícia Federal de ser mandante do assassinato da ex-vereadora carioca Marielle Franco e, também, de possuir vínculos com organizações criminosas milicianas do Rio de Janeiro.

## Vida pessoal
Geovania de Sá tem 4 irmãs, juntas já gravaram disco de música na Assembleia de Deus.